# Mont Kinka (Gifu)
Le mont Kinka (金華山, Kinka-zan), anciennement « mont Inaba » (稲葉山, Inaba-yama), est une montagne qui se trouve au centre de la ville de Gifu, préfecture de Gifu au Japon. Il s'élève à une altitude de 329 m et a longtemps servi de symbole de la ville de Gifu. Situé le long de la Nagara-gawa, il participe à la beauté de la ville mais le mont Dodo au nord est plus élevé.